# Staurogyne macclelandii
Staurogyne macclelandii är en akantusväxtart som beskrevs av Carl Ernst Otto Kuntze. Staurogyne macclelandii ingår i släktet Staurogyne och familjen akantusväxter. Inga underarter finns listade i Catalogue of Life.